# غابور جو
غابور جو هو راكب الكنو كندي، ولد في 12 مارس 1937.

## وصلات خارجية
- غابور جو على موقع أوليمبيديا (الإنجليزية)